# Maschalismos
Maschalismos (μασχαλισμός) označuje úkony provedené na těle mrtvého člověka, které mu (podle přesvědčení toho, kdo je provádí) zabrání, aby mrtvý kohokoli pronásledoval po smrti. Mezi tyto úkony patří svazování, přikování k těžkému nebo nemovitému předmětu, zatěžkání těla např. kamenem nebo jeho uvržení do zabezpečené schrány, dál mrzačení, např. oddělení končetin či hlavy od těla, proklátí srdce, atd. nebo aplikace různých talismanů nebo postupů, jež mají hrozbu údajného posmrtného pronásledování odvrátit.
Maschalismos nebo důvody pro něj nemají jakýkoli vědecký nebo racionální základ; ten, kdo maschalismos provádí, tak činí z obav a utkvělých představ o tom, že zemřelý bude oživen a bude někoho pronásledovat.
Maschalismos lze najít v některých starořeckých dramatech: v (Aischylova trilogii Oresteia (resp. jejím druhém díle Χοηφόροι [Choēfóroi] (Oběť na hrobě) a Sofoklově tragédii Élektra ho provádí Klytaimnéstra na Agamemnónovi, ve hře Ἀργοναυτικά (Argonautiká) Apollónia z Rhodu ho provádí Jáson na těle bratra Médeiy Apsyrta
V širším pojetí se za něho dá považovat taky (reálně i fiktivně vykonané) zaražení dřevěného klínu do srdce mrtvoly coby údajné opatření proti oživnutí upíra.